# Ginnastica ai Giochi della X Olimpiade - Volteggio maschile
La competizione del volteggio maschile di Ginnastica artistica dei Giochi della X Olimpiade si è svolta al Memorial Coliseum di Los Angeles il giorno 10 agosto 1932.

## Risultati
| Pos.    | Atleta              | Nazione     | Finale | Finale  | Finale  | Spareggio | Spareggio | Spareggio |
| Pos.    | Atleta              | Nazione     | Totale | 1 prova | 2 prova | Totale    | 1 prova   | 2 prova   |
| ------- | ------------------- | ----------- | ------ | ------- | ------- | --------- | --------- | --------- |
| Oro     | Savino Guglielmetti | Italia      | 54,1   | 26,4    | 27,7    |           |           |           |
| Argento | Al Jochim           | Stati Uniti | 53,3   | 26,6    | 26,7    |           |           |           |
| Bronzo  | Ed Carmichael       | Stati Uniti | 52,6   | 26,2    | 26,4    | 54,5      | 26,3      | 28,2      |
| 4       | Einari Teräsvirta   | Finlandia   | 52,6   | 26,0    | 26,6    | 52,7      | 26,1      | 26,6      |
| 5       | Marcel Gleyre       | Stati Uniti | 52,4   | 25,8    | 26,6    |           |           |           |
| 6       | István Pelle        | Ungheria    | 51,4   | 26,7    | 24,7    |           |           |           |
| 7       | Miklós Péter        | Ungheria    | 50,9   | 24,2    | 26,7    |           |           |           |
| 7       | Mario Lertora       | Italia      | 49,2   | 25,2    | 24,0    |           |           |           |
| 9       | Péter Boros         | Ungheria    | 48,8   | 24,2    | 24,6    |           |           |           |
| 10      | Heikki Savolainen   | Finlandia   | 46,6   | 20,0    | 26,6    |           |           |           |